# Die tolle Komteß
Die tolle Komteß ist ein deutsches Stummfilm-Lustspiel von 1928 aus der Richard-Eichberg-Produktion mit Dina Gralla in der Titelrolle und Werner Fuetterer als ihr Galan. Der Film basiert auf einer Walter-Kollo-Operette.

## Handlung
Der Heiratsvermittler Max Schornstein will im Ostseebad Swinemünde den nicht mehr ganz taufrischen Grafen Justus von Hagenau mit der verwitweten Gräfin Karla von Kesselstein verehelichen. Um nicht ganz so alt zu erscheinen wie sie in Wahrheit ist, schwindelt Gräfin Kesselstein vor, statt der 18-jährigen Jutta eine Tochter zu haben, die fünf Jahre jünger ist. So wird die junge Erwachsene dazu verdonnert, in nächster Zeit einen kessen, frühreifen Backfisch von lediglich 13 Jahren zu spielen. Das führt erwartungsgemäß zu zahlreichen Verwicklungen.
Als „tolle Komteß“ kann Jutta sich fortan allerlei Streiche erlauben, die man ihr als erwachsene junge Dame nicht mehr durchgehen lassen würde. Dies alles aber hindert den jungen Neffen des alten Hagenau, Graf Walter, nicht daran, sich in die angeblich 13-jährige vorlaute Göre zu verlieben. Am Ende, nachdem sie Wahrheit ans Licht gekommen ist, löst sich alles, wie in einem Schwank üblich, in Wohlgefallen auf, und der junge Graf Walter bekommt seine „tolle Komteß“, die ja in Wahrheit auch längst in einem heiratsfähigen Alter ist.

## Produktionsnotizen
Die tolle Komteß entstand mit Außenaufnahmen in Swinemünde, passierte die Filmzensur am 15. November 1928 und wurde zwölf Tage darauf in Berlins Alhambra-Kino sowie im Titania-Palast uraufgeführt. Der mit Jugendverbot belegte Sechsakter besaß eine Länge von 2349 Metern.
Max Heilbronner entwarf die Filmbauten.

## Kritiken
Der Schriftsteller Friedrich Porges befand bei der Wiener Premiere im Mai 1929: „”Doll” sind die Vorgänge, die zu dieser Pointe führen. Aber es ist wirklich viel lustiger Unsinn dabei, den man sich gerne gefallen läßt. Um so mehr, als die kapriziöse, springlebendige Dina Gralla, eine weibliche Filmkomikerin ersten Ranges, als Dreizehnjährige possierlich aussieht, und die “erwachsene Göhre” mit bezwingender “Keßheit” ausstattet. (…) Der Regisseur Richard Löwenbein hat so viel Schwankmotive als möglich ausgenützt und dem Film angemessenes Tempo gegeben.“
In Die Stunde heißt es: „Dina Gralla darf es sich leisten, als Backfisch im Film aufzutreten, denn sie ist wirklich jung und sieht überdies noch viel jünger aus als sie ist. Der Film „Die tolle Komteß“ bietet ihr die Möglichkeit, jugendlich und „erwachsen“ zu sein und außerdem ihre entzückende Komik zu entfalten. Und was sonst in diesem Film vorgeht, ist Schwank, vom Theater beeinflusst. (…) Was an Unlogik vorhanden ist, wird durch Humor ersetzt und man nimmt den lustigen Schwank gerne als solchen hin.“